# Vénus et Cupidon (Francia)
Pour les articles homonymes, voir Vénus et Cupidon.
Vénus et Cupidon est un tableau réalisé par le peintre italien Francesco Francia vers 1500. Cette huile sur bois est une peinture mythologique qui représente la déesse Vénus et son fils Cupidon. À moitié nue, la jeune femme y figure debout, regardant vers le spectateur alors que son enfant, accroché à son bras gauche, cherche manifestement à attirer son attention. Depuis un legs en 1961, l'œuvre fait partie des collections du musée des Beaux-Arts de Mulhouse, à Mulhouse, dans le Haut-Rhin.